# Пакто, Мишель Мари
Мишель-Мари Пакто (фр. Michel-Marie Pacthod; 1764—1830) — французский военный деятель, дивизионный генерал (1808 год), граф (1813 год), участник революционных и наполеоновских войн. Имя генерала выбито на Триумфальной арке в Париже.

## Биография

### Происхождение и на службе короля Сардинии
Родился в Сардининском королевстве в семье адвоката и судьи Луи Пакто (фр. Louis Pacthod; 1724–1793) и его супруги Анны Россе (фр. Anne Marie Rosset; 1737–1777). Был женат на Роз Мартен (фр. Rose Martin), от которой имел сына. Служил военным комиссаром в Каруже, когда 18 октября 1786 года был призван на военную службу в гвардейский корпус короля Сардинии. Затем изучал право в Туринской академии и 19 апреля 1787 года получил степень доктора права. В 1789 году поселился в Шамбери и начал заниматься адвокатской практикой.

### Революционные войны
21 сентября 1792 года присоединился к Революции и 15 декабря 1792 года был назначен народным представителем Эро де Сешелем капитаном вольной роты Монблана, организованной в Каруже. С 1792 по 1793 годы служил в Альпийской армии. В апреле 1793 года переведён во 2-й батальон волонтёров Монблана. 1 мая 1793 года избран подполковником и стал командиром данного батальона. Под началом генерала Карто участвовал в осадах Лиона и Тулона. Проявил храбрость и интеллект во всех действиях, в которых принимал участие. 7 ноября 1793 года получил семь ранений при защите редута Саблетт.
Представители народа произвели Пакто 5 января 1794 года в полковники штаба Итальянской армии. 17 января 1794 года ему был предоставлен неограниченный отпуск по причине ранений. 16 января 1795 года получил должность заместителя начальника штаба Корсиканской экспедиции и коменданта Марселя. В мае 1795 года 5000 восставших тулонцев выступили против Марселя. Пакто взял 900 человек из гарнизона, разбил мятежников в Кюже, недалеко от Боссе, и преследовал их до стен Тулона, куда вошёл через несколько дней и восстановил в городе порядок. Пакто вернулся в Марсель в тот момент, когда головорезы захватили форт Сен-Жан и учинили расправу над заключёнными. Мишель-Мари занял форт, остановил резню и захватил главных убийц. За эти умелые действия 26 мая 1795 года был произведён в бригадные генералы. 1 ноября 1795 года представитель Фрерон отправил его в Альпийскую армию. 8 мая 1796 года включён в дивизию Вобуа.
С 18 марта 1797 года без служебного назначения. 12 мая вернулся к активной службе. 26 сентября зачислен сперва Рейнско-Мозельскую, затем в Армию Германии. Служил с большим рвением и активностью под началом генерала Келлермана. В 1798 году исполнял обязанности коменданта Ландау, затем, по приказу генерала Ожеро, Страсбурга. 24 мая 1798 года был определён в резерв.
С 1 сентября 1799 года по 3 июня 1802 года служил в Армии Батавии. 2 октября 1799 года сражался у Алкмара и 6 октября у Кастрикума. 18 декабря 1800 года в составе дивизии Барбу сражался у Нюрнберга.

### Во главе бригады
4 апреля 1803 года зачислен в лагерь в Неймегене. 3 мая 1803 года возглавил 1-ю бригаду в пехотной дивизии Риво Армии Ганновера генерала Мортье. 29 августа 1805 года эта дивизия стала частью 1-го армейского корпуса маршала Бернадотта Великой Армии. Во главе своей бригады Пакто принимал участие в кампаниях 1805-07 годов. Сражался 2 декабря 1805 года при Аустерлице, 17 октября 1806 года при Галле, 3 ноября 1806 года при Кривице. Особенно отличился 4 ноября при Гревесмюлене и 6 ноября в действиях против Блюхера у Любека. Бернадотт попросил для него звание дивизионного генерала. 24 января 1807 года был выбит из Либштадта. 25 января 1807 года был ранен картечью в левое бедро в сражении при Морунгене, затем блестяще проявил себя 14 июня в сражении под Фридландом. Генерал Виктор, главком 1-го корпуса, снова попросил повышения для Пакто, но Император отложил удовлетворение этой просьбы. 7 сентября 1808 года 1-й корпус был переведён в состав Армии Испании и Пакто принял участие в войне с Испанией. 31 октября сражался у Дуранго. 16 ноября, за отличие при Эспиносе, был произведён Наполеоном в дивизионные генералы. 2 декабря отличился при штурме Мадрида, 13 января 1809 года – при Уклесе, где была захвачена большая часть испанской пехоты.

### Дивизионный генерал

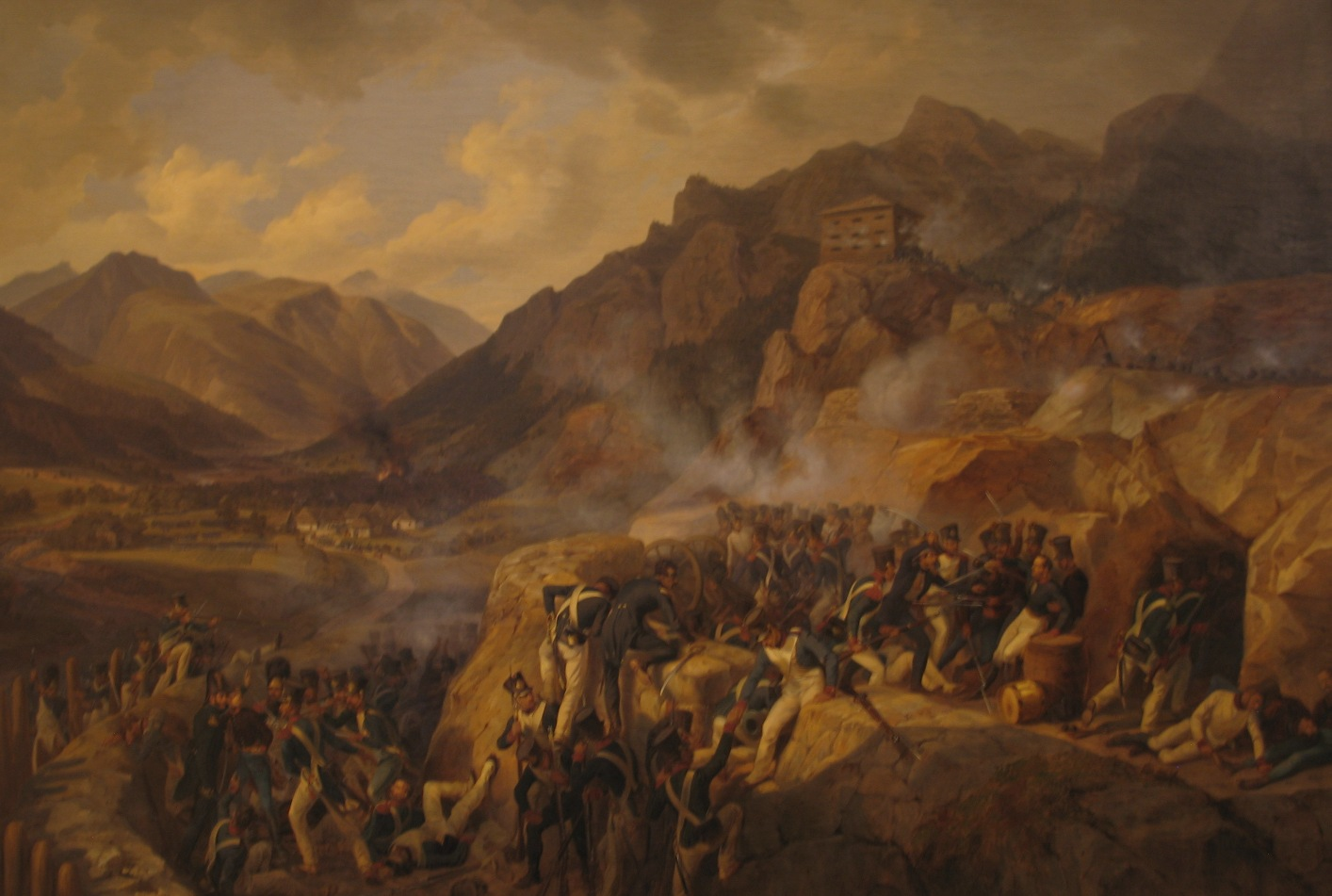
Дивизии Пакто и Дюрютта штурмуют Мальборгетто

8 марта 1809 года отозван в Париж и с 21 марта 1809 года служил в Итальянской армии Богарне. 28 апреля 1809 года получил под своё начало 4-ю пехотную дивизию в корпусе Гренье. 13 мая занял своё место во главе дивизии. 14 мая дивизия Пакто была на Фелле, стремительном потоке, набухшем от дождей. 15 мая поодошла к Мальборгетто, чей форт контролировал все проходы Каринтийских Альп. Эти сооружения, всего девять, прикрывали скалистый контрфорс, который выступал на Феллу и полностью блокировал долину. Расположенные среди скал и спрятанные в малейшем откосе, они были увенчаны двумя массивными каменными башнями с тремя ярусами. Уверенный в доблести своих войск и желая избавить себя от задержек, связанных с формальной осадой, принц Эжен приказал взять эти укрепления штурмом и поручил эту миссию дивизии Пакто. 18 мая в четыре часа утра генерал Пакто во главе 1-го линейного полка и двух батальонов 52-го полка отправился обойти форт и подняться на господствовавшие над ним высоты. Французские войска с непреодолимой скоростью взбираются на эти крутые скалы и побеждают все препятствия. Соревнуясь в пылу и самоотверженности, все полки дивизии Пакто творили чудеса. Вскоре французский флаг развевался на вершине Альп. Враг, всё более бессильный, отступал к сердцу Австрии, разрушая мосты и сея препятствия на нашем пути. 20 мая генералу Груши было поручено с лёгкой кавалерийской дивизией и дивизией Пакто преследовать врага в горах Штирии и соединить армию Эжена с корпусом Макдональда. Дивизия двинулась на Филлах, Фелькермаркт, Меренберг, вытеснила вражеские отряды из предгорий, пролегавших между притоками Дравы, и прибыла в Марбург. Затем, возобновив прямой путь на Вену, генерал Груши 28 мая встретил в Эренхаузене силы противника, которые перерезали мост через Мюр и оккупировали левый берег. Гренадеры 52-го и вольтижёры 8-го лёгкого под огнём противника, оттеснённого к Либницу, немедленно восстановили мост. Затем корпус Груши поднялся вверх по Мюру, занял пригород Граца, где он связался с войсками Макдональда, и направился сначала к Бруку, затем к Нойштадту, где принц Эжен сосредоточил свои войска, прежде чем возобновить операции против эрцгерцога Иоганна, расположившегося на границах Венгрии. Дивизия вошла в Нойштадт 4 июня. Стремясь не допустить соединения эрцгерцога Иоганна с его братом эрцгерцогом Карлом, стоявшего перед Веной, принц Эжен вошёл в Венгрию, последовательно занял Оэденбург, Штайн-ам-Ангер и Апу и двинулся на Рааб, где противник, уставший от своего ретроградного движения, занял позиции, решив дать бой. Сражение началось 14 июня, в одиннадцать часов утра. Находившаяся сначала в резерве напротив фермы Киш-Меггер, дивизия Пакто готовилась прийти на помощь первой линии, атаковавшей деревню Сабадхедь. Эту деревню, оккупация которой должна была решить судьбу дня, австрийцы защищали с чрезвычайной энергией. Трижды взятые и отбитые, австрийцы только что снова захватили его, когда дивизия Пакто двинулась вперёд и поддержала остальные войска. Энергичная атака и общий энтузиазм французских войск наконец взяли верх над упорным сопротивлением противника, который, преодолев все точки, оставил после четырёх часов ожесточённого боя деревню Сабадхедь. Австрийская армия отступила к Коморну, потеряв 5000 человек, в том числе более 2000 пленными. Затем принц Эжен осадил Рааб, который под сильным давлением капитулировал через десять дней. Подняв свои расквартированные позиции под Раабом, дивизия двинулась с основной частью Итальянской армии к столице Австрии. Прибытие в Свехат, последний этап этого долгого марша, столь замечательного со стратегической точки зрения, который перенёс его с берегов Адидже на берега Дуная и вдохновил Наполеона на произнесение своей знаменитой прокламации: «Солдаты Итальянской армии, вы славно достигли цели, которую я для вас обозначил. Добро пожаловать! Я счастлив с вами». Дивизия получила приказ прибыть на остров Лобау, где Наполеон сосредоточил свои силы, прежде чем нанести большой удар, который должен был решить судьбу Австрии. В ночь с 4 на 5 июля дивизия переправилась через большой рукав Дуная, посреди глубокой тьмы и под звуки взрывов 109 пушек самого высокого калибра, ударившей по противоположному берегу. Дивизия выходит на остров и обосновывается там во время сильного шторма, который вскоре перерастает в потоки дождя и града. Бойцам запрещается разводить костёр, чтобы обсушить себя, чтобы не дать вражеской артиллерии, открывшей сильный, но плохо направленный и малоэффективный огонь, обнаружить себя. 5-го числа дивизия провела в приготовлениях и смотрах. В одиннадцать часов вечера дивизия перешла последний мост через Дунай. Дивизия Пакто изначально входила в состав резерва; но около полудня, когда маршал Макдональд двинулся вперёд со своей знаменитой колонной, чтобы опрокинуть центр противника, уже атакованный грозной батареей из сотни орудий. Поддерживая правый фланг Макдональда на берегу Руссбаха, генерал Пакто направился в сторону Ваграма, переправился через ручей ниже деревни и развернул свои войска на высоте. В этот момент Гогенцоллерн, сильно теснимый со всех сторон, спереди Удино, на фланге Даву, отошёл между Ваграмом и Гельмгофом. Он бросает корпус кирасиров для защиты отступления своей пехоты. Эта кавалерия бросается на дивизию, которая построилась в каре, и тщетно пытается прорвать его. Противника отбрасывают через равнину к деревне, где он пытается удержаться. Гренадеры 52-го полка подошли к краю деревни и в упорном бою захватили его. Австрийцы укрылись на кладбище, окружённом высокими стенами, под прикрытием которых они открыли сильный огонь, который остановил французов. Новая атака опрокинула защитников, и они в ужасе бежали. В четыре часа противник, окончательно разбитый по всей линии, отступил, оставив нам большое количество пленных, сорок пушек и десять знамён. После сражения дивизия Пакто была направлена для наблюдения за передвижениями эрцгерцога Иоганна.
7 мая 1810 года генерал Пакто был отправлен в Перуджу и 9 мая 1810 года возглавил дивизию в Неаполитанской армии. С 23 декабря 1811 года без служебного назначения. 16 марта 1812 года возглавил 2-ю дивизию Иллирийской армии в Рагузе. Подавил начавшееся там восстание.
8 февраля 1813 года возглавил 1-ю пехотную дивизию Итальянского наблюдательного корпуса. 3 марта возглавил 2-ю дивизию того же корпуса, ставшего 4-м корпусом Великой Армии. 24 апреля стал командиром 13-й пехотной дивизии сперва в 1-м корпусе, затем в новообразованном 12-м корпусе маршала Удино. 20-21 мая участвовал в сражении при Баутцене. 28 мая заставил 8000 пруссаков сложить оружие в Хойерсверде. Вновь был в гуще событий при Гросберене и Денневице. 28 сентября возглавил 1-ю дивизию Молодой гвардии в Саксонии вместо Кюриаля. С 16 по 19 октября дрался при Лейпциге. 30 октября ранен в левое плечо на мосту Заксенхаузена во Франкфурте-на-Майне, когда он командовал армейским корпусом из двух дивизий Молодой гвардии, заменив маршала Удино, покрытого ранами.
24 января 1814 года Пакто было поручено командование отдельным 4-тысячной дивизией национальной гвардии в Шампани под началом Пажоля. 18 февраля сражался при Монтро. 19 февраля переведён в 7-й корпус Удино. 28 февраля был при Бар-сюр-Обе. 25 марта при Фер-Шампенуазе Пакто, окружённый многочисленной русской и прусской кавалерией, упорно отражал все атаки на протяжении долгих шести часов. Два союзных государя, свидетели этой героической обороны, сумели убедить Пакто, раненного в руку, и 1400 выживших солдат сдаться. Он был выпущен в апреле после падения Империи.

### На службе Бурбонов
26 мая 1814 года Людовик XVIII вручил Пакто командование 4-м военным округом в Нанси. Отказался присоединиться к Наполеону во время «Ста дней», и с 10 мая 1815 года оставался без служебного назначения. 18 мая сменил Жирара во главе 22-й пехотной дивизии Альпийской армии (7-й корпус) маршала Сюше. Не смог занять пост из-за проблем со здоровьем, и 12 июня был заменён на генерала Кюриаля. 14 августа 1816 года получил французское гражданство. 1 июля 1818 года Пакто был назначен генеральным инспектором пехоты 18-го и 19-го военных округов. С 30 декабря 1819 года в резерве. 15 июня 1822 года стал членом комиссии по пересмотру Кодекса военной юстиции. 21 сентября 1822 года был оправдан 1-м военным советом Парижа по обвинению в нападении и оскорблении адъютанта города Парижа, дежурившего в саду Божон. С 1 марта 1823 года без служебного назначения. 12 ноября 1826 года вышел в отставку. К концу жизни генерал почти ослеп.
Мишель-Мари Пакто скончался в городе Париже 24 марта 1830 года.
В своих «Мемуарах» подполковник Абраам Россле пишет о Пакто, что он был «полный талантов, способностей и очень хороший солдат», но «был в высшей степени аморальным. Дошло до того, что его адъютанты не были в восторге от этого, и мы часто видели в его штабе новые фигуры».

## Воинские звания
- Солдат (18 октября 1786 года);
- Капитан (15 декабря 1792 года);
- Командир батальона (1 мая 1793 года);
- Полковник штаба (5 января 1794 года);
- Бригадный генерал (26 мая 1795 года, утверждён 6 июня 1795 года);
- Дивизионный генерал (16 ноября 1808 года).

## Титулы

Герб барона

- Герб баронаБарон Пакто и Империи (фр. baron Pacthod et de l'Empire; декрет от 19 марта 1808 года, патент подтверждён 15 июня 1808 года в Байонне)[2];
- Граф Пакто и Империи (фр. comte Pacthod et de l'Empire; декрет от 22 июня 1813 года, патент подтверждён 9 октября 1813 года в Сен-Клу и 12 октября 1816 года в Париже)[3][4][5].

## Награды
Легионер ордена Почётного легиона (11 декабря 1803 года)
 Коммандан ордена Почётного легиона (14 июня 1804 года)
 Кавалер ордена Железной короны (7 мая 1810 года)
 Великий офицер ордена Почётного легиона (22 июля 1813 года)
 Кавалер военного ордена Святого Людовика (13 августа 1814 года)